# Siparuna croatii
Siparuna croatii là một loài thực vật thuộc họ Monimiaceae. Đây là loài đặc hữu của Ecuador.